# Обюссон (коммуна)
Обюссо́н (фр. Aubusson) — коммуна во Франции, находится в регионе Лимузен. Департамент коммуны — Крёз. Входит в состав кантона Обюссон. Округ коммуны — Обюссон.
Код INSEE коммуны — 23008.

## Население
Население коммуны на 2010 год составляло 3844 человека.
| 1962 | 1968 | 1975 | 1982 | 1990 | 1999 | 2010 |
| ---- | ---- | ---- | ---- | ---- | ---- | ---- |
| 5669 | 5934 | 6227 | 5710 | 5097 | 4660 | 3844 |

## Экономика
В 2010 году среди 2253 человек трудоспособного возраста (15—64 лет) 1536 были экономически активными, 717 — неактивными (показатель активности — 68,2 %, в 1999 году было 69,8 %). Из 1536 активных жителей работали 1256 человек (629 мужчин и 627 женщин), безработных было 280 (139 мужчин и 141 женщина). Среди 717 неактивных 184 человека были учениками или студентами, 290 — пенсионерами, 243 были неактивными по другим причинам.

## Интересные факты

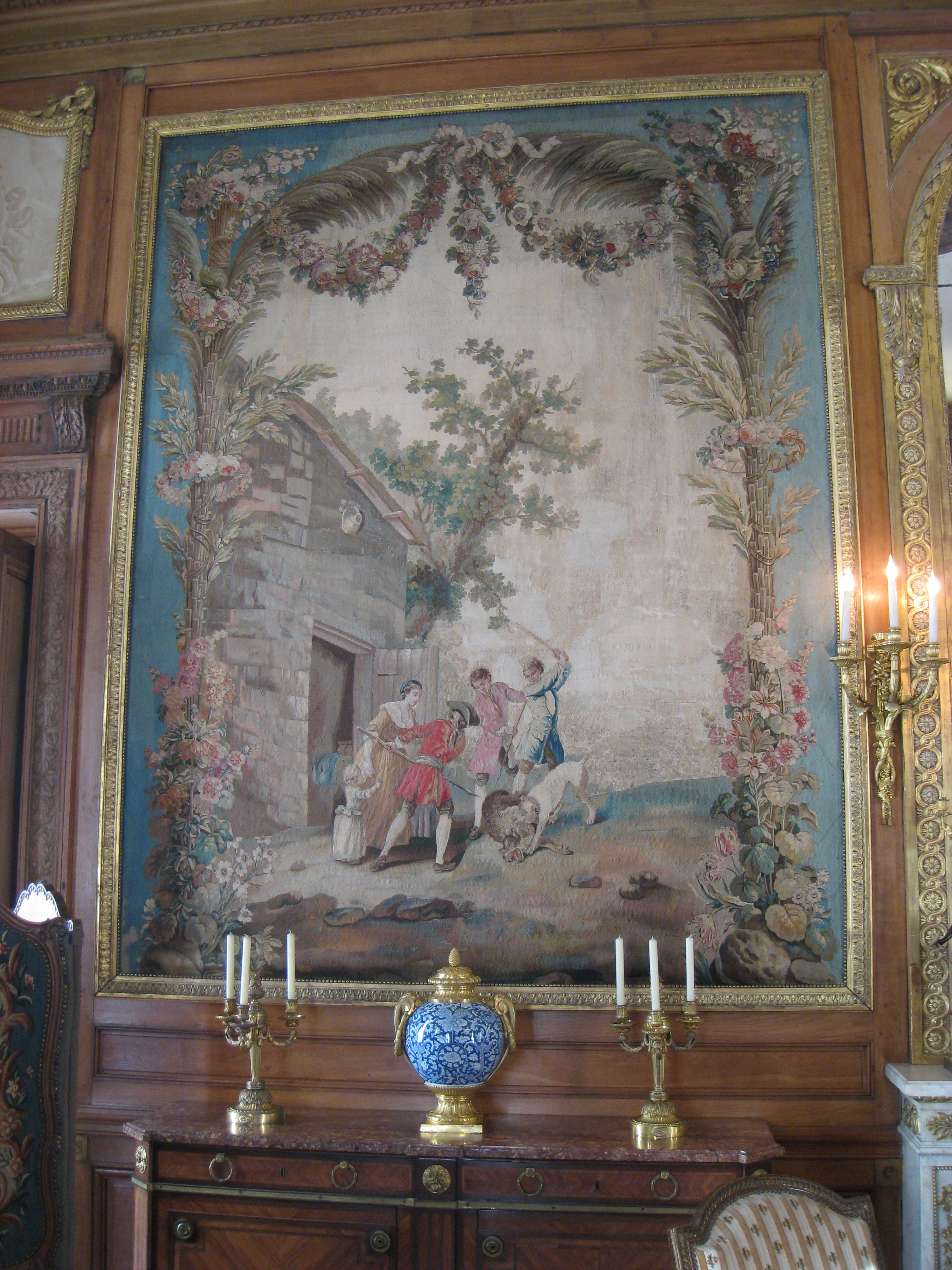
Обюссонская шпалера, Музей Ниссим-де-Камондо, Париж

Имеет мировую славу благодаря шпалерам и коврам (производятся с XIV в.). Э. М. Ремарк неоднократно упоминает обюссонские ковры в «Триумфальной арке».
В 2009 году ЮНЕСКО зарегистрировало обюссонское ковроткачество как объект нематериального культурного наследия.